# Gillingham (Kent)
Gillingham is een plaats in het bestuurlijke gebied Medway, in het Engelse graafschap Kent. De plaats telt 99.773 inwoners. Gillingham ligt aan de monding van de rivier Medway.

## Sport
Gillingham FC is de betaaldvoetbalclub van de stad en speelt haar wedstrijden in het Priestfield Stadium.

## Geboren
- Lorna Wing (1928-2014), psychiater
- Ted Ditchburn (1921-2005), voetballer
- David Harvey (1935), sociaal-geograaf en hoogleraar
- Rick Kirby (1952), beeldhouwer

High Street
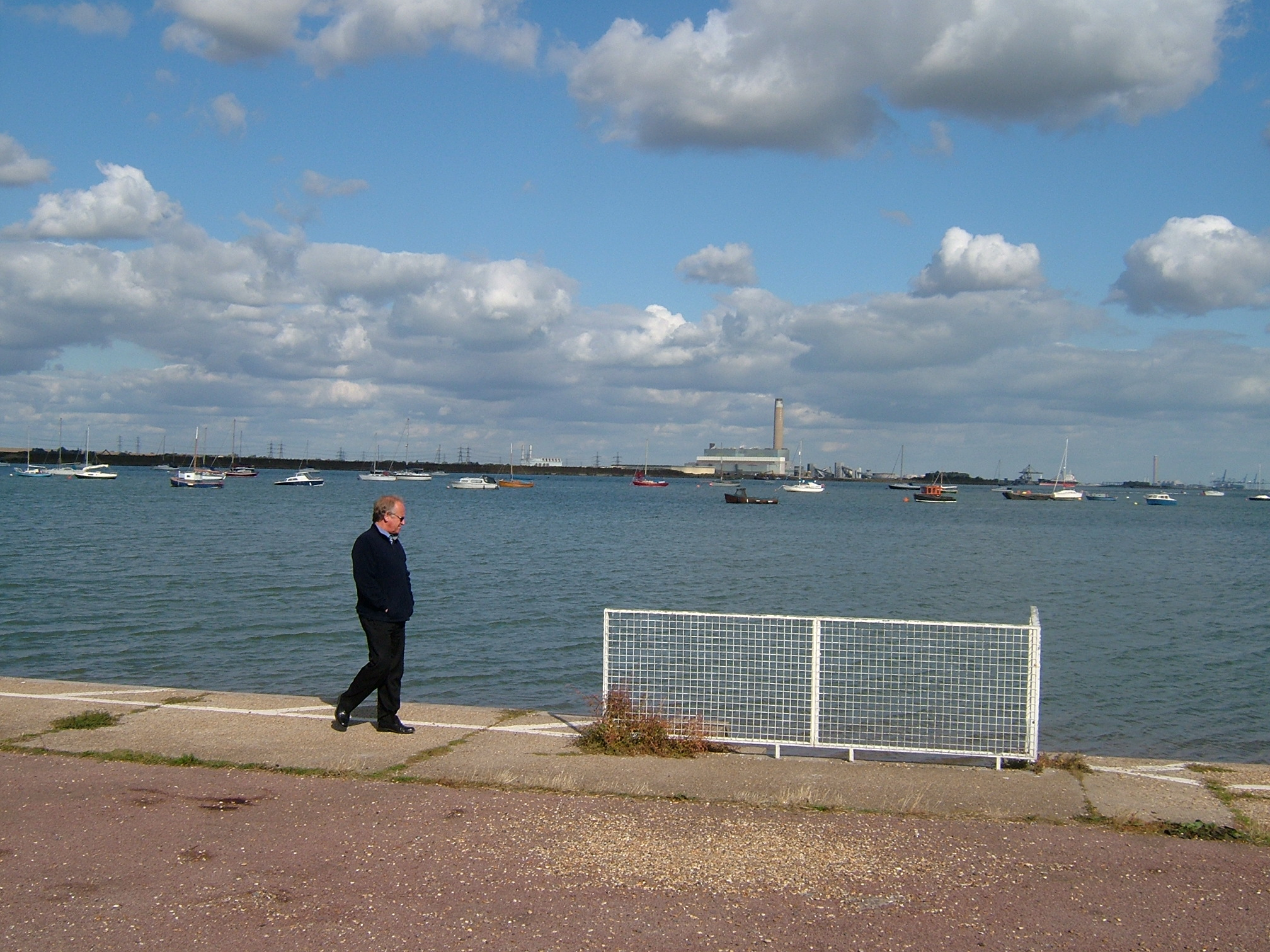
Strand van Gillingham
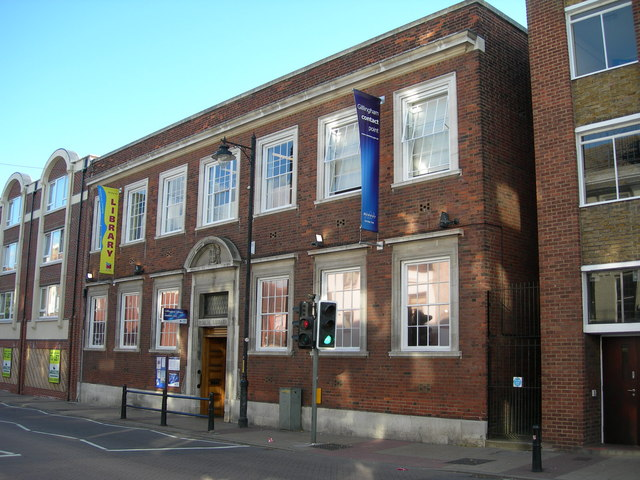
Bibliotheek
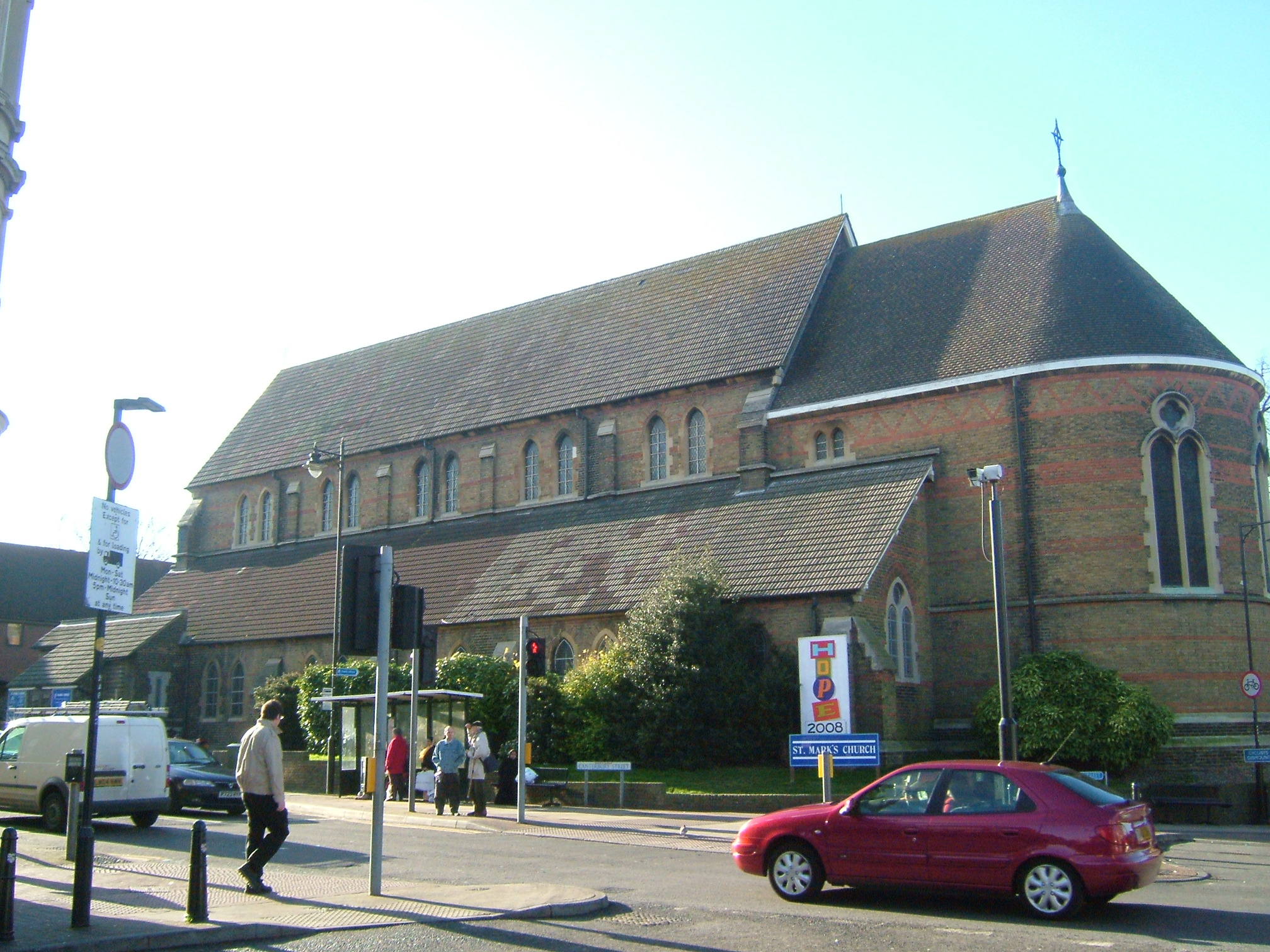
St. Mark's Church